# Cure de sommeil
Une cure de sommeil, traitement du sommeil prolongé, ou encore narcothérapie, est un traitement médical ayant pour but de favoriser la régression du patient et de là, son accessibilité à la psychothérapie. La durée, le but et les substances utilisées pour induire cet état de sommeil ont varié au cours du temps.

## Histoire
L'invention de la cure de sommeil est généralement attribuée au psychiatre suisse Jakob Klaesi (1883-1980), bien que des traitements relativement semblables aient fait l'objet de travaux antérieurs,,. En 1920, Jacok Klaesi introduit ce traitement au Burghölzli (canton de Zürich) ainsi qu'à la Waldau dans le canton de Berne à partir de 1922. Il utilise majoritairement ce traitement pour traiter des patients souffrants de catatonie : plusieurs fois par jour, il leur injecte un barbiturique (le Somnifen), de manière que les patients soient maintenus pendant cinq à dix jours dans un état de sommeil. Sous cette forme, la cure de sommeil est un traitement qui entraîne le décès de près de 5 % des patients. Le Somnifen est un barbiturique proche du barbital et du phénobarbital qui était produit par Hoffman-La Roche.
Jacob Klaesi nomme ce traitement Dauernarkose, une expression que l'on pourrait traduire par « narcose prolongée » et qui apparaît parfois sous ce terme dans la littérature francophone. Dans la littérature en anglais relative à ce traitement, le terme est traduit par deep sleep therapy ainsi que prolonged sleep therapy. Les patients se trouvent de fait dans un état de sommeil extrêmement profond et sont réveillés par le personnel à intervalles réguliers pour qu'ils se nourrissent et boivent.
Le but de cette thérapie est, pour Klaesi, de rendre les patients accessibles à de la psychothérapie, notamment en créant chez eux le sentiment d'être dépendant, d'avoir besoin d'aide,,. Selon lui, la cure de sommeil est un moyen auxiliaire et l'effet thérapeutique serait obtenu par la psychothérapie elle-même. Tout au long de sa carrière, il défendra l'idée que c'est la psychothérapie qui est le traitement le plus efficace pour la schizophrénie, toute autre type d'intervention n'étant qu'un moyen auxiliaire. Jacob Klaesi reprend à son compte l'hypothèse de Max Cloetta selon laquelle la cure de sommeil provoque au niveau somatique une interruption et une diminution des stimuli sensoriels rétrospectifs et centraux, similaire à la façon dont l'anesthésie apaise les processus inflammatoires. Contrairement à Cloetta, Jacob Klaesi soutient que l'action thérapeutique de la cure viendrait surtout de sa capacité à rendre possible une mise en contact psychothérapeutique entre le patient et son thérapeute, durant, mais surtout immédiatement après la cure.
L'utilisation de barbituriques dans les asiles était relativement fréquente à son époque, y compris au Burghölzli près de Zürich, où travaillait Klaesi. Il est cependant l'un des premiers à avoir imaginé que les barbituriques puissent être employés autrement que pour tenter de calmer des patients agités et à avoir publié ses recherches à ce sujet. Klaesi emploie ce traitement pour des cas de personnes se trouvant dans des états agités ou souffrant d'intenses hallucinations auditives.
Le premier article relatif à la cure du sommeil est publié par Jacob Klaesi en 1921 dans la revue Schweizer Archiv für Neurologie und Psychiatrie et s'intitule « À propos du Somnifen, un traitement médicamenteux des états d'agitations schizophrènes » (Über Somnifen, eine medikamentose Therapie schizophrener Aufregungzustande). La base de son article est une étude portant sur 26 patients dont entre un tiers et un quart auraient guéri ou connu une amélioration très significative de leur état grâce à la cure de sommeil,. Deux de ces patients sont cependant décédés au cours de l'étude des effets secondaires du Somnifen, ce qu'il ne mentionne pas dans son article.
La cure de sommeil est encore pratiquée par des tenants du courant psychanalytique.

### Efficacité relative et dangers potentiels
Le fait que la cure de sommeil soit potentiellement dangereuse pour les patients est rapidement mis en évidence, ce qui amène une partie du corps médical à la rejeter. Ainsi Max Müller publie en 1925 une sorte de méta-analyse où il fait la recension de 311 cures de sommeil, dont 24 qu'il a lui-même supervisées et les autres ayant été documentées par 17 auteurs différents ; dans ce compte-rendu, il recense 15 décès de patients survenus dans le contexte de telles cures. En ce qui concerne l'efficacité thérapeutique de la cure, Max Müller fait état de résultats nettement plus modestes, avec seulement près de 9% ayant connu une amélioration persistante de leur santé psychique tandis qu'aucune amélioration n'a été constatée auprès de 59 % de patients.
Au Burghölzli dans le canton de Zürich, après le premier essai expérimental de Jacob Klaesi, aucun nouvel essai thérapeutique jusqu'à ce que H. Oberholzer le réintroduise. Il publie en 1927 une étude portant sur 186 cures délivrées auprès de 92 patients différents ; 136 de ces cures ont été à base de Somnifen et 48 à base de Luminal, un barbiturique mis au point en 1912 par la société Bayer. Oberhalzer fait état de progrès transitoires ou durables chez près de la moitié de ses patients, 12 d'entre eux ayant pu rentrer chez eux. Dans les années qui suivent, les psychiatres suisses expérimentent d'autres molécules comme le Dial (allobarbital) ou un mélange de substances. Au Burghölzli, le mélange maison employé reçoit le nom de Cloetta, en référence au pharmacologue Max Cloëtta. Les complications ne sont pas rares, complications qui entraînent des interruptions de cures. En 1936, J. Monnier indique ainsi que sur 100 cures de sommeil entreprises, un cinquième sont interrompues à la suite de complications graves.